# قري شويهر

## الموقع
ويقع قري شويهر ضمن حدود محمية الإمام عبد العزيز بن محمد الملكية، ومن الناحية الإدارية تشكل اراضي حوضه جزء من محافظة رماح في المملكة العربية السعودية. ويصرف حوض قري شويهر منطقة جغرافية صغيرة نسبيا تمتد من الجنوب الغربي إلى الشمال الشرقي، وتبدأ منابعه عند خط طول 46.908729 درجة شرقا ودائرة عرض 25.367813 درجة شمالاً.

## قري شويهر
يستخدم مصطلح قَرِيُّ لتسمية بعض مجاري المياه في المملكة العربية السعودية، ويعرف القري في المعجم الوسيط بأنه مجرى صغير تسيل المياه فيه من التلة إلى الروضة. وقري شويهر أحد أحواض التصريف الصغيرة في العرمة، ويصب المجرى الرئيسي لقري شويهر في وادي الثمامة قادما من الجنوب، ويقع قري شويهر ضمن حدود محمية الإمام عبد العزيز بن محمد الملكية، ومن الناحية الإدارية تشكل اراضي حوضه جزء من محافظة رماح في المملكة العربية السعودية. ويصرف حوض قري شويهر منطقة جغرافية صغيرة نسبيا تمتد من الجنوب الغربي إلى الشمال الشرقي، وتبدأ منابعه عند خط طول 46.908729 درجة شرقا ودائرة عرض 25.367813 درجة شمالا، وذلك من أرض مرتفعة نسبيا تمر فيها خطوط تقسيم المياه لأحواض التصريف المتجاورة، وهذه المنطقة تقع إلى الشرق من حوض شعيب الخانوس، وإلى الغرب من حوض قري شاهر وإلى الشمال من حوض أحد روافد وادي قليل الحطب، وجميعها من روافد وادي الثمامة. وبشكل عام يتجه المجرى الرئيسي لقري شويهر من الجنوب الغربي نحو الشمال الشرقي، حتى يلتقي مع وادي الثمامة عند خط طول 46.959541 درجة شرقا ودائرة عرض 25.412156 درجة شمالا. ويبلغ طول مجراه الرئيسي من منبعه إلى أن يلتقي بوادي الثمامة حوالي 8كم. ويظهر من صور قوقل ماب أن حوض قري شويهر يتكون من أرض فيها تلال خاصة في أجزائه العليا والوسطى، وأن روافده قصيرة، وأن ْمجاري المياه في حوضه تلتقي بزوايا حادة معطية بذلك نمطا شجريا، ويتضح من الصور أيضا أن التعرجات في المجرى الرئيسي قليلة وفي الغالب خفيفة الانحناء. كما أن الصور تبين وجود أشجار في مجراه الرئيسي، خاصة في الأجزاء السفلى، ولكنها متباعدة في أغلب الأماكن.